# Bàsquet als Jocs Olímpics d'estiu de 1952
Als Jocs Olímpics d'Estiu de 1952 celebrats a la ciutat de Hèlsinki (Finlàndia) es disputà una competició de bàsquet en categoria masculina.

## Comitès participants
En aquesta competició, disputada entre els dies 14 de juliol i 2 d'agost de 1952 al Tennispalatsi del centre de la ciutat i el Töölö Sports Hall situat al costat de l'Estadi Olímpic de Hèlsinki, hi prengueren part 23 comitès nacionals diferents. Es qualificaren directament els sis primers classificats en els Jocs Olímpics de 1958, el campió del món de 1950 (Argentina), els dos primers qualificats del Campionat d'Europa de Bàsquet 1951 (Unió Soviètica i Txecoslovàquia) i l'equip amfitrió (Finlàndia). Així mateix 13 comitès més realitzaren un torneig per aconseguir una de les sis places restants.
| - Argentina (14) - Bèlgica (13) - Brasil (13) - Bulgària (14) - Canadà (13) - Cuba (12) - Egipte (14) - Estats Units (14) | - Filipines (12) - Finlàndia (14) - França (14) - Grècia (12) - Hongria (13) - Israel (12) - Itàlia (13) - Mèxic (13) | - Romania (12) - Suïssa (14) - Turquia (12) - Txecoslovàquia (14) - Unió Soviètica (14) - Uruguai (12) - Xile (13) |

## Resum de medalles
| Prova           | Or | Argent | Bronze |
| Bàsquet masculí | Estats Units Ron Bontemps · Mark Freiberger · Wayne Glasgow · Charlie Hoag · Bill Hougland · John Keller · Dean Kelley · Bob Kenney · Bob Kurland · Bill Lienhard · Clyde Lovellette · Frank McCabe · Dan Pippin · Howie Williams | Unió Soviètica Stepas Butautas · Nodar Dzhordzhikiya · Anatoly Konev · Otar Korkiya · Heino Kruus · Ilmar Kullam · Justinas Lagunavičius · Joann Lõssov · Aleksandr Moiseyev · Yuri Ozerov · Kazys Petkevičius · Stasys Stonkus · Maigonis Valdmanis · Víktor Vlàssov | Uruguai Martín Acosta y Lara · Enrique Baliño · Victorio Cieslinskas · Héctor Costa · Nelson Demarco · Héctor García · Tabaré Larre Borges · Adesio Lombardo · Roberto Lovera · Sergio Matto · Wilfredo Peláez · Carlos Roselló |

## Medaller
| Posició | País           | Or | Argent | Bronze | Total |
| 1       | Estats Units   | 1  | 0      | 0      | 1     |
| 2       | Unió Soviètica | 0  | 1      | 0      | 1     |
| 3       | Uruguai        | 0  | 0      | 1      | 1     |

## Resultats

### Ronda preliminar
Els equips que perden dos partits queden directament eliminats.
Grup A
Cuba i Bulgària es classifiquen:
- Cuba guanya  Bèlgica, 59-51
- Bulgària guanya  Suïssa, 69-58
- Bulgària guanya  Cuba, 62-56
- Bèlgica guanya  Suïssa, 59-49
- Cuba guanya  Bèlgica, 71-63

Grup B
Hongria i Filipines es classifiquen:
- Hongria guanya  Grècia, 75-38
- Filipines guanya  Israel, 57-47
- Filipines guanya  Hongria, 48-35
- Grècia guanya  Israel, 54-52
- Hongria guanya  Grècia, 47-44

Grup C
Canadà i Egipte es classifiquen:
- Canadà guanya  Itàlia, 68-57
- Egipte guanya  Turquia, 64-45
- Canadà guanya  Romania, 72-51
- Itàlia guanya  Turquia, 49-37
- Itàlia guanya  Romania, 53-39
- Canadà guanya  Egipte, 63-57
- Egipte guanya  Itàlia, 66-62

### Primera ronda
Grup 1
|                | J | G | P | PF  | PC  | Pts |
| -------------- | - | - | - | --- | --- | --- |
| Estats Units   | 3 | 3 | 0 | 195 | 139 | 6   |
| Uruguai        | 3 | 2 | 1 | 167 | 164 | 5   |
| Txecoslovàquia | 3 | 1 | 2 | 161 | 164 | 4   |
| Hongria        | 3 | 0 | 3 | 143 | 199 | 3   |

- Estats Units guanya  Hongria, 66-48
- Uruguai guanya  Txecoslovàquia, 53-51

- Uruguai guanya  Hongria, 70-56
- Estats Units guanya  Txecoslovàquia, 72-47

- Txecoslovàquia guanya  Hongria, 63-39
- Estats Units guanya  Uruguai, 57-44

Grup 2
|                | J | G | P | PF  | PC  | Pts |
| -------------- | - | - | - | --- | --- | --- |
| Unió Soviètica | 3 | 3 | 0 | 192 | 143 | 6   |
| Bulgària       | 3 | 2 | 1 | 163 | 182 | 5   |
| Mèxic          | 3 | 1 | 2 | 172 | 171 | 4   |
| Finlàndia      | 3 | 0 | 3 | 147 | 178 | 3   |

- Unió Soviètica guanya  Bulgària, 74-46
- Mèxic guanya  Finlàndia, 66-48

- Bulgària guanya  Mèxic, 52-44
- Unió Soviètica guanya  Finlàndia, 47-35

- Bulgària guanya  Finlàndia, 65-64
- Unió Soviètica guanya  Mèxic, 71-62

Grup 3
|           | J | G | P | PF  | PC  | Pts |
| --------- | - | - | - | --- | --- | --- |
| Argentina | 3 | 3 | 0 | 239 | 196 | 6   |
| Brasil    | 3 | 2 | 1 | 184 | 179 | 5   |
| Filipines | 3 | 1 | 2 | 192 | 221 | 4   |
| Canadà    | 3 | 0 | 3 | 201 | 220 | 3   |

- Argentina guanya  Filipines, 85-59
- Brasil guanya  Canadà, 57-55

- Brasil guanya  Filipines, 71-52
- Argentina guanya  Canadà, 82-81

- Filipines guanya  Canadà, 81-65
- Argentina guanya  Brasil, 72-56

Grup 4
|        | J | G | P | PF  | PC  | Pts |
| ------ | - | - | - | --- | --- | --- |
| França | 3 | 3 | 0 | 202 | 149 | 6   |
| Xile   | 3 | 2 | 1 | 170 | 150 | 5   |
| Egipte | 3 | 1 | 2 | 176 | 221 | 4   |
| Cuba   | 3 | 0 | 3 | 149 | 177 | 3   |

- França guanya  Egipte, 92-64
- Xile guanya  Cuba, 53-52

- Xile guanya  Egipte, 74-46
- França guanya  Cuba, 58-42

- França guanya  Xile, 52-43
- Egipte guanya  Cuba, 66-55

### Segona ronda
Els dos primers equips de cada grup passarà a les semifinals:
Grup A
|           | J | G | P | PF  | PC  | Pts |
| --------- | - | - | - | --- | --- | --- |
| Uruguai   | 3 | 2 | 1 | 194 | 187 | 5   |
| Argentina | 3 | 2 | 1 | 226 | 174 | 5   |
| Bulgària  | 3 | 1 | 2 | 177 | 220 | 4   |
| França    | 3 | 1 | 2 | 178 | 194 | 4   |

- Argentina guanya  Bulgària, 100-56
- França guanya  Uruguai, 68-66

- Uruguai guanya  Bulgària, 62-54
- Argentina guanya  França, 61-52

- Bulgària guanya  França, 67-58
- Uruguai guanya  Argentina, 66-65

Grup B
|                | J | G | P | PF  | PC  | Pts |
| -------------- | - | - | - | --- | --- | --- |
| Estats Units   | 3 | 3 | 0 | 246 | 166 | 6   |
| Unió Soviètica | 3 | 2 | 1 | 190 | 195 | 5   |
| Brasil         | 3 | 1 | 2 | 177 | 155 | 4   |
| Xile           | 3 | 0 | 3 | 159 | 256 | 3   |

- Estats Units guanya  Unió Soviètica, 86-58
- Brasil guanya  Xile, 75-44

- Estats Units guanya  Xile, 103-55
- Unió Soviètica guanya  Brasil, 54-49

- Estats Units guanya  Brasil, 57-53
- Unió Soviètica guanya  Xile, 78-60

### Quadre final
|  | Semifinals     | Semifinals     |    |           | Final        | Final |
|  |                |                |    |           |              |       |
|  | 31 de juliol   |                |    |           |              |       |
|  | Unió Soviètica | 61             |    |           |              |       |
|  | Uruguai        | 57             |    |           |              |       |
|  |                |                |    |           |              |       |
|  |                |                |    |           | 2 d'agost    |       |
|  |                |                |    |           | Estats Units | 36    |
|  |                | Unió Soviètica | 25 |           |              |       |
|  |                |                |    |           |              |       |
|  |                |                |    |           |              |       |
|  |                |                |    |           | Tercer lloc  |       |
|  | 1 d'agost      | 1 d'agost      |    | 2 d'agost | 2 d'agost    |       |
|  | Estats Units   | 85             |    | Uruguai   | 68           |       |
|  | Argentina      | 76             |    |           | Argentina    | 59    |